# Trézioux
Trézioux é uma comuna francesa na região administrativa de Auvérnia-Ródano-Alpes, no departamento Puy-de-Dôme. Estende-se por uma área de 17,17 km². Em 2010 a comuna tinha 484 habitantes (densidade: 28,2 hab./km²).